# Чистяков, Валентин Викторович
Валенти́н Ви́кторович Чистяко́в (1 ноября 1939, Ростов-на-Дону — 28 июля 1982) — советский легкоатлет, специалист по барьерному бегу. Выступал за сборную СССР по лёгкой атлетике в 1960-х годах, серебряный призёр Европейских легкоатлетических игр, двукратный чемпион Универсиады, многократный призёр первенств национального значения, участник двух летних Олимпийских игр. Представлял Ростов-на-Дону и Москву, спортивное общество «Спартак». Мастер спорта СССР международного класса (1965). Заслуженный тренер СССР (1980). Кандидат педагогических наук. Член КПСС.

## Биография
Родился 1 ноября 1939 года в Ростове-на-Дону.
Начал заниматься лёгкой атлетикой в 1955 году в ростовской Детской спортивной школе № 1. Впоследствии переехал на постоянное жительство в Москву, окончил Московский авиационный технологический институт. Выступал за добровольное спортивное общество «Спартак», был подопечным тренеров В. В. Садовничего и Т. В. Прохорова.
Впервые заявил о себе на всероссийском уровне в сезоне 1959 года, когда выиграл серебряную медаль в беге на 110 метров с барьерами на чемпионате страны в рамках II летней Спартакиады народов СССР в Москве — уступил здесь только ленинградцу Анатолию Михайлову. Выполнил норматив мастера спорта.
Благодаря череде удачных выступлений удостоился права защищать честь страны на летних Олимпийских играх 1960 года в Риме — сумел выйти в финал, но в решающем забеге финишировал последним шестым.
В 1961 году стал серебряным призёром на чемпионате СССР в Тбилиси. Будучи студентом, стартовал на летней Универсиаде в Софии, где одержал победу в беге на 110 метров с барьерами и в эстафете 4 × 100 метров.
В 1962 году получил серебро на чемпионате СССР в Москве, занял шестое место на чемпионате Европы в Белграде.
На чемпионате СССР 1964 года в Киеве вновь был вторым. Принимал участие в Олимпийских играх в Токио, на сей раз в беге на 110 метров с барьерами остановился на стадии полуфиналов.
В 1967 году завоевал серебряную медаль в беге на 50 метров с барьерами на Европейских легкоатлетических играх в помещении в Праге, взял бронзу на чемпионате страны в рамках IV летней Спартакиады народов СССР в Москве.
В 1968 году был шестым на Европейских легкоатлетических играх в помещении в Мадриде, выиграл бронзовую медаль на чемпионате СССР в Ленинакане.
За выдающиеся спортивные достижения удостоен почётного звания «Мастер спорта СССР международного класса» (1965).
После завершения спортивной карьеры проявил себя на тренерском поприще, подготовил плеяду сильных спортсменов в Легкоатлетической школе имени братьев Знаменских московского «Спартака», занимал должность главного тренера сборной СССР по спринту и барьерному бегу, в частности занимался подготовкой советских бегунов к Олимпийским играм в Москве.
Был женат на титулованной советской бегунье Наталье Печёнкиной-Чистяковой, их дети Надежда Чистякова и Виктор Чистяков тоже добились больших успехов в лёгкой атлетике. Всего в семье Чистяковых воспитывались пятеро детей.
28 июля 1982 года насмерть разбился на собственном автомобиле.